# 1963 год в кино

## Фильмы

### Мировое кино

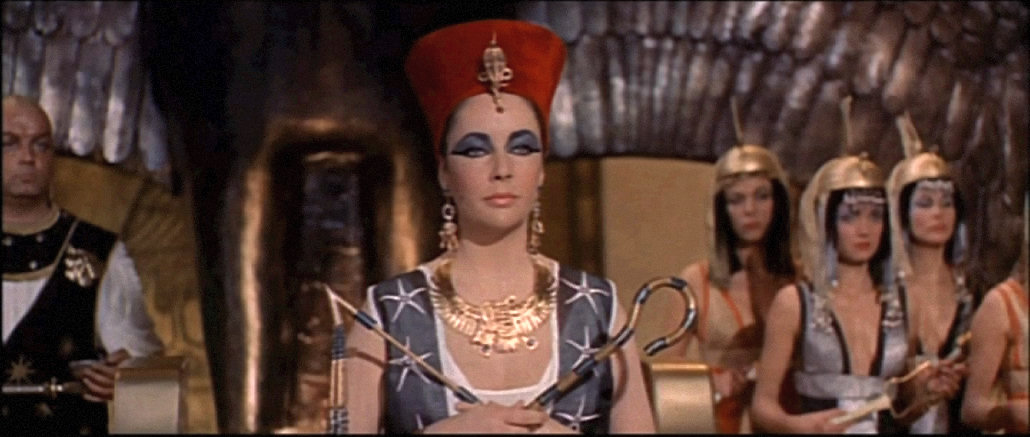
фильм «Клеопатра»

- «Америка, Америка»/America America, США (реж. Элиа Казан)
- «Безумие-13»/Dementia 13, США (реж. Фрэнсис Форд Коппола)
- «Блуждающий огонёк»/Le Feu Follet, Италия-Франция (реж. Луи Маль)
- «Большой побег»/The Great Escape, США (реж. Джон Стёрджес)
- «Бумажный человек»/El hombre de papel, Мексика (реж. Исмаэль Родригес)
- «Ворон»/The Raven, США (реж. Роджер Корман)
- «Восемь с половиной»/8½, Италия (реж. Федерико Феллини)
- «Замок в Швеции»/Chateau En Suede, Франция-Италия (реж. Роже Вадим)
- «Игра в ящик»/Des pissenlits par la racine, Франция-Италия (реж. Жорж Лотнер)
- «Как быть любимой»/Jak być kochaną, Польша (реж. Войцех Хас)
- «Клеопатра»/Cleopatra, США (реж. Джозеф Манкевич)
- «Леопард»/Il Gattopardo, Италия (реж. Лукино Висконти)
- «Маленький солдат»/Le Petit Soldat, Франция (реж. Жан-Люк Годар)
- «Мелодия из подвала»/Mélodie en sous-sol, Франция (реж. Анри Верней)
- «Молчание»/Tystnaden, Швеция (реж. Ингмар Бергман)
- «Мюриэль, или время возвращения»/Muriel Ou Le Temps D’Un Retour, Франция-Италия (реж. Ален Рене)
- «Пассажирка»/Pasazerka, Польша (реж. Анджей Мунк)
- «Пик-Пик»/Pouic-Pouic, Франция (реж. Жан Жиро)
- «Пляжная вечеринка»/Beach Party, США (реж. Уильям Эшер)
- «Повелитель мух»/Lord Of The Flies, Великобритания (реж. Питер Брук)
- «Презрение»/Le mépris, Франция (реж. Жан-Люк Годар)
- «Птицы»/The Birds, США (реж. Альфред Хичкок)
- «Слуга»/The Servant, Великобритания (реж. Джозеф Лоузи)
- «Современная история: Королева пчёл»/Una Storia Moderna: L’Ape Regina, Италия-Франция (реж. Марко Феррери)
- «Старший Фершо»/L’Aîné des Ferchaux, Франция (реж. Жан-Пьер Мельвиль)
- «Страх»/The Terror, США (реж. Роджер Корман)
- «Такова спортивная жизнь»/This Sporting Life, Великобритания (реж. Линдсей Андерсон)
- «Том Джонс»/Tom Jones, США (реж. Тони Ричардсон)
- «Три лика страха»/I Tre Volti della Paura, Италия-США-Франция (реж. Марио Бава)
- «Чудовища»/I Mostri, Италия (реж. Дино Ризи)
- «Этот безумный, безумный, безумный, безумный мир»/It’s a Mad, Mad, Mad, Mad World, США (реж. Стэнли Крамер)

### Советское кино

#### Фильмы Азербайджанской ССР
- Где Ахмед? (реж. Адиль Искандеров).
- Ромео, мой сосед (реж. Шамиль Махмудбеков).

#### Фильмы БССР
- «Не плачь, Алёнка»
- «Последний хлеб», (реж. Борис Степанов)
- «Сорок минут до рассвета»
- «Третья ракета», (реж. Ричард Викторов)

#### Фильмы Грузинской ССР
- «Белый караван», (реж. Тамаз Мелиава и Эльдар Шенгелая).
- Куклы смеются (р/п. Нико Санишвили).
- Я, бабушка, Илико и Илларион (р/п. Тенгиз Абуладзе).

#### Фильмы Латвийской ССР
- Иоланта (р/п. Владимир Гориккер).

#### Фильмы РСФСР
- «Встреча на переправе», (реж. Гавриил Егиазаров)
- «Два воскресенья», (реж. Владимир Шредель)
- «День счастья», (реж. Иосиф Хейфиц)
- «Если ты прав…», (реж. Юрий Егоров)
- «Им покоряется небо», (реж. Татьяна Лиознова)
- «Каин XVIII», (реж. Надежда Кошеверова и Михаил Шапиро)
- «Королевство Кривых Зеркал», (реж. Александр Роу)
- «Крепостная актриса», (реж. Роман Тихомиров)
- «Мандат», (реж. Николай Лебедев)
- «Оптимистическая трагедия», (реж. Самсон Самсонов)
- «Полустанок», (реж. Борис Барнет)
- «Пропало лето», (реж. Ролан Быков и Никита Орлов)
- «Родная кровь», (реж. Михаил Ершов)
- «Сотрудник ЧК», (реж. Борис Волчек)
- «Тишина», (реж. Владимир Басов)
- «Штрафной удар», (реж. Вениамин Дорман)
- «Я шагаю по Москве», (реж. Георгий Данелия)

#### Двух киностудий или двух союзных республик
- Внимание! В городе волшебник! (р/п. Владимир Бычков).
- Первый троллейбус (р/п. Исидор Анненский).
- Три плюс два (р/п. Генрих Оганесян).

#### Фильмы УССР
- Приходите завтра (р/п. Евгений Ташков).
- Трое суток после бессмертия (р/п. Владимир Довгань).
- Шурка выбирает море (р/п. Яков Хромченко).

## Лидеры проката
- «Оптимистическая трагедия», (режиссёр Самсон Самсонов) — 1 место, 46 000 000 зрителей
- «Коллеги» — 2 место, 35 000 000 зрителей
- «Три плюс два», (режиссёр Генрих Оганесян) — 4 место, 35 000 000 зрителей
- «Королева бензоколонки», (режиссёр Алексей Мишурин и Николай Литус) — 5 место, 34 300 000 зрителей
- «Третий тайм», (режиссёр Евгений Карелов) — 6 место, 32 000 000 зрителей

## Персоналии

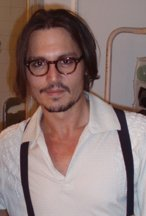
Джонни Депп

### Родились
- 14 января — Анна Самохина, советская актриса театра и кино.
- 27 марта — Квентин Тарантино, американский режиссёр и сценарист
- 9 июня — Джонни Депп, американский актёр.
- 15 июля — Бригитта Нильсен, датская актриса, наиболее известна своей главной ролью в фэнтези «Рыжая Соня», а также замужеством за актёром Сильвестром Сталлоне.
- 30 июля — Лиза Кудроу, американская актриса, обладательница премии «Эмми», наиболее известна как исполнительница роли Фиби Буффе в телевизионном сериале «Друзья».

### Скончались
- 12 марта — Жан Михаил, румынский кинорежиссёр и сценарист.
- 23 апреля — Пал Фейош, венгерский кинорежиссёр, сценарист, художник, монтажёр и продюсер.
- 24 апреля — Леонид Луков, советский кинорежиссёр, сценарист.
- 19 октября — Владимир Лепко, выдающийся комик, премьер Московского театра сатиры, Народный артист РСФСР.